# 开罗国际体育场
开罗国际体育场在1960年建成，建於埃及开罗。1991年举办1991年全非运动会，主要舉行開幕禮及閉幕禮，以及男子足球和田徑的比賽。